# Economía de la Galia romana

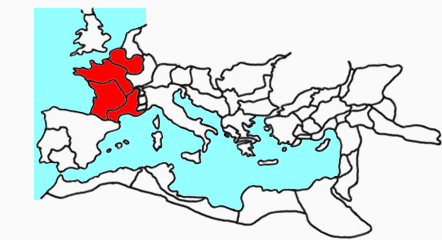
Las provincias romanas de la Galia: Gallia Narbonensis, Gallia Lugdunensis, Gallia Belgica y Aquitania.

La economía de Galia tuvo un gran crecimiento tras la conquista de Roma, convirtiéndose de un territorio prometedor, a una de las más valiosas adquisiciones de la República y el Imperio, por ser un puntal básico de la economía romana.
La paz relativa, el desarrollo de numerosas vías de comunicación y la pertenencia al vasto Imperio romano favoreció el desarrollo económico de la Galia durante la época romana.

## Laagricultura
La Galia, geográficamente cubierta de bosques, donde los galos practicaban esencialmente la caza, fue desbrozada durante años para dar lugar a numerosas granjas agrícolas muy ricas. En el siglo I a. C. la explotación del suelo fue creciendo activamente; en el siglo I los análisis palinológicos revelan que en el Valle de Vaise, cerca de Lugdunum, había un suelo cubierto de campos cultivados y de praderas con hierbas para el pastoreo. Los bosques representaban menos del 5 % del paisaje. Estos resultados pueden ser extrapolados al resto de las regiones. En efecto, Julio César encontró, durante sus campañas, todo el trigo necesario para alimentar a sus tropas y transportar el resto hasta Roma, que era una gran consumidora de trigo. El trigo podía ser llevado al lado de los ejércitos por transporte fluvial, tal fue el caso en Orleans a lo largo del río Loira, de donde se puede decir que la Beauce poseía, en esa época importantes plantaciones. También fue el caso en Chalon-sur-Saône y de Mâcon sobre el río Saona y en Amiens que servía también de almacén en el norte de la Galia. Casi todas las ciudades tenían campos y podían servirse por sí mismas, incluso en las cercanías de los Pirineos, donde el trigo era recortado. También se producía en la poco fértil Llanura Flandes, que en esa época estaba recubierta de pantanos. El caso del Ducado de Anjou, donde César menciona expresamente la falta de trigo, es isolado. Quizá esta ausencia es momentánea o accidental. De las grandes y ricas regiones, destacan la región de Toulouse, con los Volcas y los Cavares, el bajo Valle del Ródano, la Borgoña, el país de los Bituriges así como también el de los Carnutes, Soisson y Champaña.
La agricultura "cerealista", el progreso de la ganadería y el aumento de los huertos trajeron gran prosperidad.
La técnica de los Galos era superior a la de los romanos gracias a un segador y un arado bastante eficaz para la época que los llevó a poner sus tierras en condiciones para recolectar suficiente alimento y enviarlo a todos los rincones del imperio.

## Crianza equina
El caballo siempre ha tenido una importancia fundamental en la vida de los galos, hasta tal punto que figuró en las monedas. En la guerra de las Galias, los efectivos en la guerra eran de gran porte. La caballería era un elemento esencial de su potencia militar por lo que la crianza de caballos era una actividad muy importante. La crianza del caballo contribuía por mucho a la reputación del paisano y no olvidemos que Epona, la única diosa Galia integrada en el panteón romano, era representada en compañía de un caballo. Los nobles galos (Los Équites) servían a caballo en la caballería y el uso de carros de carga exigía un gran número de caballos.

## Transporte de mercancías

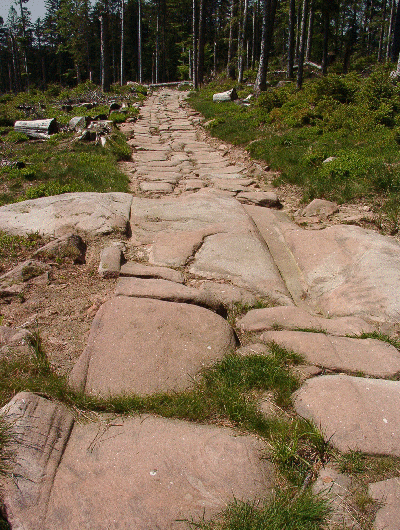
Ruta en Galia.

Los galos eran excelentes marinos y buenos constructores de barcos, así que transportaban sus mercancías a bordo de barcos o botes y el resto era transportado por rutas terrestres.